# Les Coves de Vinromà
les Coves de Vinromà (em valenciano e oficialmente) ou Cuevas de Vinromá (em castelhano) é um município da Espanha na província de Castelló, Comunidade Valenciana. Tem 136,4 km² de área e em 2021 tinha 1 792 habitantes (densidade: 13,1 hab./km²).

## Demografia
| Variação demográfica do município entre 1991 e 2004 | Variação demográfica do município entre 1991 e 2004 | Variação demográfica do município entre 1991 e 2004 | Variação demográfica do município entre 1991 e 2004 |
| --------------------------------------------------- | --------------------------------------------------- | --------------------------------------------------- | --------------------------------------------------- |
| 1991                                                | 1996                                                | 2001                                                | 2004                                                |
| 1938                                                | 1857                                                | 1818                                                | 1877                                                |